# Julio Valdez
Julio Julián Valdez Castillo  (San Cristóbal, 3 de junio de 1956-23 de julio de 2022) fue un beisbolista dominicano que jugó en las Grandes Ligas de Béisbol. Valdez fue firmado como amateur por los Boston Red Sox en 1975 y se desempeñó principalmente como shortstop entre 1980 y 1983 para los Medias Rojas. 

## Biografía
En una carrera de cuatro temporadas, fue un bateador de .207 (87-18) con un jonrón y ocho carreras impulsadas en 65 juegos, incluyendo 11 carreras anotadas, dos dobles y tres bases robadas.
También jugó en el sistema de ligas menores de los Medias Rojas y los Cachorros de Chicago (1976-1988), bateando .235 con 49 jonrones y 338 carreras impulsadas en 1085 juegos.
El 6 de mayo de 1983, Valdez fue arrestado en Fenway Park por miembros del Departamento de Policía de Boston durante un partido contra los Seattle Mariners. Valdez no había jugado para el equipo desde finales de abril, y no vestía uniforme cuando fue arrestado. Valdez, de 26 años, que está casado, tenía un abogado presente cuando dos detectives realizaron el arresto al final del juego con una orden judicial emitida el viernes por la noche. Lo sacaron esposado de la sede del club.
Acusado de estupro, Valdez dijo más tarde que la niña había mentido sobre su edad, diciéndole que tenía 17 años, un año más que la edad de consentimiento en Massachusetts. Después salió en libertad tras pagar una fianza de 10.000 dólares. Valdez posteriormente se declaró inocente del cargo de violación infantil que involucraba a una joven de 14 años. Los cargos fueron desestimados en julio de ese año, después de que un gran jurado se negara a presentar una acusación.
Después de su arresto, Valdez fue suspendido con goce de sueldo por los Medias Rojas y luego designado para asignación. No jugó en otro partido de Grandes Ligas. Jugó en la Liga Menor de Béisbol para la organización de los Medias Rojas hasta 1984, y luego para la organización de los Cachorros de Chicago hasta 1988.
Después de su carrera como jugador, Valdez dirigió los equipos de la Liga Dominicana de Verano para varias franquicias de la MLB, incluidos los Cachorros, los Yankees de Nueva York y los Medias Blancas de Chicago .